# Дівіньяно
Дівіньяно (італ. Divignano, п'єм. Divignan) — муніципалітет в Італії, у регіоні П'ємонт,  провінція Новара.
Дівіньяно розташоване на відстані близько 530 км на північний захід від Рима, 100 км на північний схід від Турина, 25 км на північ від Новари.
Населення — 1496 осіб (2014).
Щорічний фестиваль відбувається 16 серпня. Покровитель — святий Рох.

## Демографія
Населення за роками:

Станом на 1 січня 2023 року в муніципалітеті офіційно проживало 87 іноземців з 17 країн, серед них 29 громадян країн Євросоюзу та 5 громадян України.

## Сусідні муніципалітети
- Аграте-Контурбія
- Борго-Тічино
- Марано-Тічино
- Меццомерико
- Помбія
- Варалло-Помбія